# K2 Black Panther
K2 Black Panther (Hangul: K2 '흑표'; Hanča: K2 '黒豹') je jihokorejský hlavní bojový tank, kterým bude nahrazena většina tanků M48 Patton a tanků série K1, které jsou v současnosti ve výzbroji Korejské republiky. Společnost Hyundai Rotem zahájila výrobu v roce 2013 a první tanky K2 byly ozbrojeným složkám dodány v červnu 2014. Jeden tank K2 stojí přes 8,8 milionů amerických dolarů.
Hlavní zbraní tanku je CN08 120mm kanon L55 s hladkým vývrtem hlavně a nabíjecím automatem vyvinutý společnostmi ADD a Hyundai WIA. Dá se z něj střílet i protitankovými střelami KSTAM (Korean Smart Top-Attack Munition) s technologií „vystřel a zapomeň“. Sekundární výzbroj představují kulomety ráže 12,7 a 7,62 mm.
Pohon Black Pantheru obstarává dvanáctiválcový diesel o výkonu 1500 k, který mu dovoluje jízdu až 70kilometrovou rychlostí.
Velitel a střelec mají k dispozici modernizované zobrazovací systémy z tanků řady K1. Bezpečnost osádky zajišťuje vrstvené pancéřování, s možností přidat reaktivní pancéřování, a to buď výbušné nebo nevýbušné.
Na věži je namontován systém varování před přibližujícími se řízenými střelami (MAWS), spolu s přístroji pro rušení radaru a varovnými přijímači radarového (RWR) a laserového signálu (LWR). Šanci na přežití osádky dále zvyšuje palubní systém pro potlačování požáru.

## Export
V červenci 2022 uzavřela Polská armáda, v rámci posilování obranyschopnosti země v souvislosti s ruským útokem na Ukrajinu, smlouvu o nákupu až 980 tanků K2, z nichž 180 má být v prvním roce dodáno z Jižní Koreje, a dalších 800 má být vyprodukováno v polské licenční verzi K2PL.  První stroje obdržela Polská armáda již na začátku prosince 2022, když 6. 12. prvních 10 kusů dorazilo do přístavu Gdyně.